# Кривая Госпера
Крива́я Го́спера, или крива́я Пеа́но-Го́спера, названная по имени открывателя Билла Госпера, — это заполняющая пространство кривая. Является фрактальной кривой, подобной кривым дракона и Гильберта.
|                                 |                                                                                          |
| Четвёртая стадия кривой Госпера | Ломаная линия от красной точки до зелёной показывает один шаг построения кривой Госпера. |

## Алгоритм

### Система Линденмайера
Кривую Госпера можно представить с помощью системы Линденмайера со следующими правилами:
- Угол: 60°
- Аксиома: {\displaystyle A}
- Правила подстановки:
  - {\displaystyle A\mapsto A-B--B+A++AA+B-}
  - {\displaystyle B\mapsto +A-BB--B-A++A+B}

В этом случае A и B означают движение вперёд, + означает поворот влево на 60º, а — означает поворот на 60º вправо с использованием «черепашьего» стиля программирования, как в Лого или Python3.

### Лого
Программа на Лого для рисования кривой Госпера с использованием черепашьей графики (онлайн-версия):

```
to rg :st :ln
make "st :st - 1
make "ln :ln / sqrt 7
if :st > 0 [rg :st :ln rt 60 gl :st :ln  rt 120 gl :st :ln lt 60 rg :st :ln lt 120 rg :st :ln rg :st :ln lt 60 gl :st :ln rt 60]
if :st = 0 [fd :ln rt 60 fd :ln rt 120 fd :ln lt 60 fd :ln lt 120 fd :ln fd :ln lt 60 fd :ln rt 60]
end

to gl :st :ln
make "st :st - 1
make "ln :ln / sqrt 7
if :st > 0 [lt 60 rg :st :ln rt 60 gl :st :ln gl :st :ln rt 120 gl :st :ln rt 60 rg :st :ln lt 120 rg :st :ln lt 60 gl :st :ln]
if :st = 0 [lt 60 fd :ln rt 60 fd :ln fd :ln rt 120 fd :ln rt 60 fd :ln lt 120 fd :ln lt 60 fd :ln]
end
```

Программу можно запустить, например, командой rg 4 300 или gl 4 300.

### Python3
```
import
 
turtle

turtle
.
hideturtle
()

turtle
.
tracer
(
0
)

turtle
.
penup
()

turtle
.
setposition
(
180
,
 
240
)

turtle
.
pendown
()

axiom
,
 
tempAx
,
 
logic
,
 
iterations
 
=
 
'A'
,
 
''
,
 
{
'A'
:
 
'A-B--B+A++AA+B-'
,
 
'B'
:
 
'+A-BB--B-A++A+B'
},
 
5

for
 
i
 
in
 
range
(
iterations
):

    
for
 
j
 
in
 
axiom
:

        
tempAx
 
+=
 
logic
[
j
]
 
if
 
j
 
in
 
logic
 
else
 
j

    
axiom
,
 
tempAx
 
=
 
tempAx
,
 
''

for
 
k
 
in
 
axiom
:

    
if
 
k
 
==
 
'+'
:

        
turtle
.
left
(
60
)

    
elif
 
k
 
==
 
'-'
:

        
turtle
.
right
(
60
)

    
else
:

        
turtle
.
forward
(
4
)

turtle
.
update
()

turtle
.
mainloop
()

```

## Свойства
Заполненные кривой фрагменты плоскости называются островами Госпера. Несколько первых итераций приведены ниже:
|  |  |  |  |  |

Остров Госпера может замостить плоскость. Фактически, семь копий острова Госпера можно соединить вместе с образованием похожей фигуры, но увеличенной на множитель √7 во всех направлениях. Как видно из рисунка ниже, эта операция приводит к уменьшенной версии следующей итерации кривой. Продолжение процесса бесконечно даёт замощение плоскости. Сама кривая может быть равным образом расширена на бесконечность с заполнением всей плоскости.
|  |  |